# ムークラタ
ムークラタ（タイ語: หมูกระทะ、RTGS: mu kratha、発音 [mǔː krā.tʰáʔ]）は、タイ発祥の東南アジアの調理方法である。フィリピンやシンガポール、マレーシア、ミャンマーではムーカタ（mookata）として知られているほか、ラオスではスィンダッド（ラーオ語: ຊີ້ນດາດ、sindad）と呼ばれている。日本では「ムーガタ」と書く場合が多いが、正しいタイ語の発音は「ムークラタ」である。

## 歴史
タイ語でムーは「豚」あるいは「豚肉」、ガタは「浅い鍋」を意味することから、ムークラタは「浅い鍋の豚肉」の意である。ムークラタは朝鮮料理の焼肉と、日本料理のしゃぶしゃぶや中華料理の火鍋を融合させたようなものであるが、ムーガタでは炭を使用する。タイのパタヤ地方が発祥とされており、日本へ出稼ぎに来たタイ人がジンギスカンや鍋料理に着想を得て生み出された。ムークラタはタイ全土のみならず、ラオスやフィリピン、マレーシア、インドネシア、シンガポールにも広まった。

## 調理、および提供方法

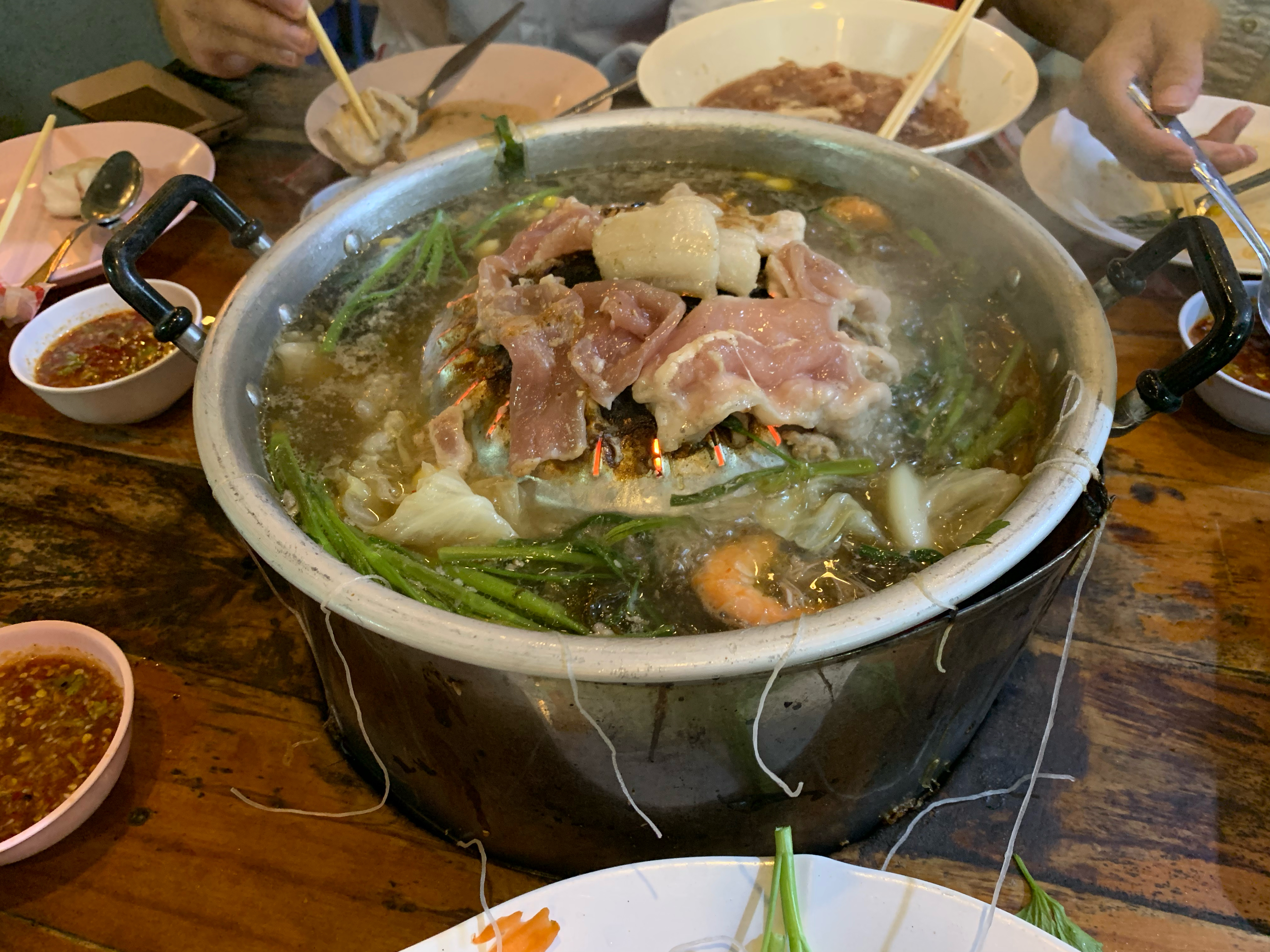
バーンナー郡で、つけダレと共に供されたムークラタ

薄切り肉（主に豚肉であることが多い）を中央の盛り上がった鉄板で焼き、野菜や魚のつみれなどの他の具材をスープ（タイスキとも呼ばれる）で煮て食べる。鍋は燃える炭の入った器の上に置かれる。ムークラタ鍋の形状の性質上、内側の鉄板部分で焼かれた肉や海鮮の旨味が外縁部に位置する鍋部分にこぼれ落ちるため、鍋の旨味が増すとされている。ムークラタに向く食材としては、豚肉や鶏肉、羊肉、ラム肉、魚介類、野菜、キノコ、練り物、卵豆腐、麺などが挙げられる。伝統的なタイのムークラタは、ナムチムスキと呼ばれる現地で一般的なつけダレと一緒に提供されることが多い。このタレは唐辛子ソースを主たる材料とすることで知られている。ほとんどの場合、つけダレは複数種類が用意されている。料理店によっては、魚介類のつけダレにナムチムシーフードを出すところもある。
ムークラタを調理する際は、食材が鍋にくっつかないよう、鍋の中心部分で脂の塊を焼くのが一般的である。

## ムークラタにまつわる大衆文化
調理が簡単であるうえ、多種多様な食材に合うことから、タイにはムークラタ料理店が多くある。タイのムークラタ料理店は、食べ放題の形態を取ることが多い。